# Jane Frank
Pour les articles homonymes, voir Frank.
Jane Frank, née Jane Babette Schenthal le 25 juillet 1918 à Baltimore, Maryland, et morte dans la même ville le 31 mai 1986, est une artiste, peintre et sculpteur américaine.

## Biographie
Elle reçoit sa formation artistique au Maryland Institute College of Art et obtient, en 1935, un diplôme en art commercial et illustrations de mode. Elle acquiert ensuite une formation complémentaire au Parsons School of Design de New York (alors appelé la New York School of Fine and Applied Art). Elle en est diplômée en 1939. À New York, elle étudie aussi à la New School Theatre. Elle travaille dans la conception de publicité et joue au théâtre pendant la période estivale. Elle étudie les arts visuels avec Hans Hofmann et Norman Carlberg.
Elle commence à peindre sérieusement en 1940. Elle élabore une étude de l'histoire de la peinture, selon une progression des conceptions de l'espace, depuis la grotte ornée, en passant par la peinture de la Renaissance, pour se concentrer finalement sur les toiles de Paul Cézanne, Pablo Picasso et Willem de Kooning.
En 1941, elle épouse Herman Benjamin Frank et met sa carrière artistique en veilleuse jusqu'en 1947. Devenue mère, elle illustre trois ouvrages de littérature d'enfance et de jeunesse.
En 1947, elle reprend sa carrière en main et acquiert une appréciable notoriété en tant que peintre, sculpteur, conceptrice multimédias et spécialiste de l'art textile. Sa première exposition solo a lieu en 1958. Ses paysages, tout comme ses œuvres abstraites, font partie de collections publiques importantes, dont la Corcoran Gallery of Art, le Musée d'art de Baltimore et le Smithsonian American Art Museum.

### Sources
- Emmanuel Bénézit (dir.), Dictionnaire critique et documentaire des peintres, sculpteurs, dessinateurs, et graveurs de tous les temps et tous les pays, Gründ, Paris, 1999.  (ISBN 2700001494)
- Phoebe B. Stanton, The Sculptural Landscape of Jane Frank, A. S. Barnes, South Brunswick (New Jersey) et New York, 1968.  (ISBN 1125323175)